# Atrocalopteryx laosica
Atrocalopteryx laosica is een juffer (Zygoptera) uit de familie van de beekjuffers (Calopterygidae).
De wetenschappelijke naam van de soort werd in 1933 als Calopteryx laosica gepubliceerd door Frederic Charles Fraser.